# Estatua de basalto negro de Cleopatra VII
La Estatua de basalto negro de Cleopatra VII fue tallada por los escultores egipcios, durante el Periodo helenístico de Egipto, concretamente en la dinastía Ptolemaica.

## Simbología
La estatua representa a Cleopatra Filopator Nea Thea, Cleopatra VII (en griego: Κλεοπάτρα Φιλοπάτωρ), última reina del Antiguo Egipto durante la dinastía Ptolemaica, también llamada dinastía Lágida, creada por Ptolomeo I Sóter, general de Alejandro Magno, y fue también la última del llamado Periodo helenístico de Egipto.

## Conservación
- La figura se exhibe de forma permanente en el Museo del Hermitage después de su traslado desde el Palacio de M. Leuchtenberg, Peterhof en el año 1929.